# Manilkara samoensis
Manilkara samoensis är en tvåhjärtbladig växtart som beskrevs av Herman Johannes Lam och B.Meeuse. Manilkara samoensis ingår i släktet Manilkara och familjen Sapotaceae. Inga underarter finns listade i Catalogue of Life.